# BEREC

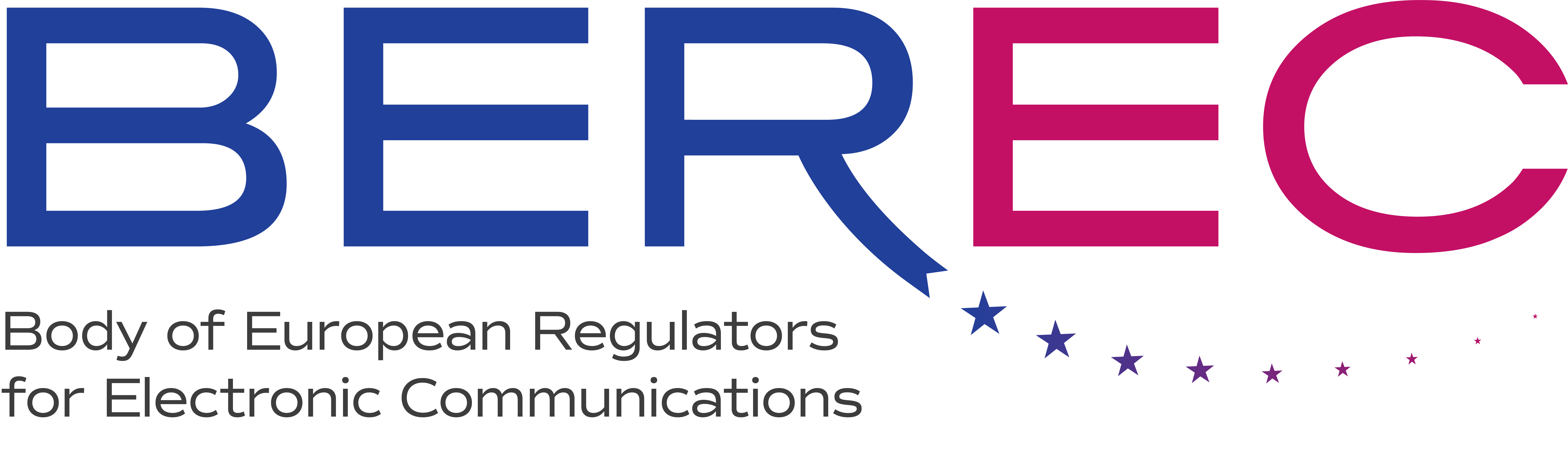

BEREC (Body of European Regulators for Electronic Communications) of het Orgaan van Europese regulerende instanties van elektronische communicatie is een orgaan van de Europese Unie. Het is gevestigd in het Letse Riga. Het Orgaan werd opgericht in 2009 en moet bijdragen aan de ontwikkeling van de interne markt voor elektronische communicatienetwerken en -diensten. BEREC moet toezien op de uniforme toepassing van de EU-wetgeving en bestaat uit twaalf werkgroepen (roaming, cyberveiligheid, universele diensten, DSA,...).